# جان هی
جان هی (انگلیسی: John Hay؛ زاده ۸ اکتبر ۱۸۳۸ – درگذشته ۱ ژوئیهٔ ۱۹۰۵) یک نویسنده، سیاستمدار، دیپلمات، فرد نظامی اهل ایالات متحده آمریکا بود.